# Muni Seligmann
Mariana Seligmann (San Isidro, 9 de octubre de 1984), conocida artísticamente como Muni Seligmann, es una actriz, cantante, conductora de televisión, bailarina y compositora argentina conocida por ser la animadora infantil del ciclo La casa de Playhouse Disney (posteriormente llamado La casa de Disney Junior).

## Formación artística
Estudió un año en la Universidad Nacional de Las Artes (UNA), tomó clases de actuación con Hugo Midón y con Norma Angeleri además practicó distintos tipos de bailes (jazz, ballet, tango, Salsa, tap y hip-hop), también tomó clases de canto, piano, guitarra, Flauta, repertorio y de comedia musical.
Estudió en la Universidad de Nueva York y recibió, tras audicionar, una beca completa en el American Musical and Dramatic Academy.

## Carrera
Comenzó haciendo participaciones en la exitosa tira Chiquititas al cual ingreso mediante un duro casting. Gracias a sus participaciones en dicha serie obtiene un papel en el musical La Bella y la Bestia.
Luego, en 2002, tuvo una pequeña participación en la película  Imagining Argentina. 
Al año siguiente, Cris Morena la seleccionó para tener un papel estable de la ficción  Rebelde Way formando parte del elenco coprotagónico de la serie, participando en sus giras teatrales. Con este papel Seligmann comenzó a tener reconocimiento del público.
Tras finalizar Rebelde Way, protagonizó junto a Coco Maggio, Diego Mesaglio y Belén Scalella la obra teatral 04, la cual estuvo en cartelera a fines de 2003 y a principios de 2004, en esta comedia se mostró la convivencia de cuatro inquilinos en una pensión.
Tras finalizar la obra 04, Cris Morena volvió a convocarla para integrar el elenco protagónico de Floricienta, exitosa tira infantil protagonizada por Florencia Bertotti y Juan Gil Navarro, cantando los coros de todas las canciones de la primera banda sonora de la serie. Allí formó parte del elenco de la primera temporada tanto en la televisión como en la versión teatral, con presentaciones en el Teatro Gran Rex, en el Estadio Vélez y en Israel. 
En 2005 realizó una participación especial en el último capítulo de la serie, grabado y transmitido en vivo desde el Hipódromo de San Isidro. 
Participó también en 2006 y 2007 de la gira teatral internacional de dicha serie, recorriendo países como Guatemala, El Salvador, República Dominicana, Panamá, Colombia, Perú, Venezuela,  Ecuador y México.
En 2005 participó en dos capítulos de la tira Casados con Hijos y tuvo un jugado rol en el unitario Conflictos en red, en el cual tuvo que realizar un desnudo y mostrar sus pechos, formando parte del elenco principal del capítulo 11 Amigos, junto a Leonora Balcarce, Lucas Crespi y Marcela Kloosterboer. 
En el ámbito teatral  obtuvo un papel en el musical Mamma Mia!, en el cine obtuvo papeles destacados en películas filmadas en la Argentina y lanzadas en Estados Unidos, pero en formato independiente. Actuó en Left for dead (2007) y Dying God (2008), ambas habladas en inglés, donde compartió elenco con la actriz argentina Victoria Maurette, como ya lo había hecho en Rebelde Way.
Más tarde ingresó al mundo de Disney gracias a que Cris Morena la recomendó para trabajar en el espectáculo infantil  Winnie the Pooh y más tarde en Disney Live! La magia de Mickey Mouse, ambas en giras por toda América Latina., en donde en ambas oportunidades tuvo que hablar en distintos idiomas (español, inglés y portugués).
En 2009 se convirtió en animadora infantil, juntó a Diego Topa en el exitoso ciclo Playhouse Disney en la pantalla de Disney Channel. 
El nombre artístico de Mariana pasó a ser Muni, con este programa Seligmann salto a la fama de forma definitiva consolidándose como animadora infantil junto a Topa. 
Al año siguiente (2010) fue protagonista de la obra musical musical Bella, teniendo varias críticas positivas por su papel en la obra.
En 2011 Playhouse Disney pasó a llamarse La casa de Disney Junior, y continuó con el mismo éxito en la pantalla de Disney Junior y fue llevado al teatro durante las vacaciones de invierno en forma de musical, dirigida por Ariel del Mastro.
Debido al enorme éxito y popularidad de la dupla Muni-Topa, en 2011 protagonizaron en cine la película Hermanitos del fin del mundo compartiendo créditos (además de su compañero Diego Topa), con Norma Pons y Gabriel Corrado, dirigidos por el director Julio Midú, ese mismo año fueron los ganadores de un disco de oro por sus CD musicales vendidos en todo el mundo.
En 2012 se emitieron los últimos capítulos de La casa de Disney Junior, el exitoso ciclo finalizó con una gira por todo Latinoamérica con el musical La casa de Disney Junior, Un Gran día con Topa y Muni, nuevamente escrito y dirigido por el director Ariel del Mastro, el musical fue un éxito y recorrieron países como Chile, Uruguay, Perú, Ecuador  y Venezuela. 
Una vez terminada la gira, Disney le propuso a Seligmann protagonizar el nuevo ciclo infantil PlayGround junto a Juan Alejandro Macedonio, propuesta que rechazo, dejándole el puesto a Julieta Nair Calvo.
Tras estar alejada de los medios, Muni se tomó un descanso para elegir su próximo proyecto, a fines de 2013 volvió a la televisión como conductora del ciclo de entretenimientos  ESPN Redes junto al actor Chino Darín, el humorista Miguel Granados, el periodista Juan Marconi, el tenista Juan Ignacio Chela y  la periodista Nati Jota. el programa fue nominado a los premios Kids Choice Awards Argentina. En el programa Seligmann pudo demostrar sus dotes artísticos: interpretó distintos personajes humorísticos para el programa, realizó varios sketches humorísticos, realizó sketches dramáticos demostrando sus dotes actorales, durante la segunda temporada demostró sus dotes para el canto tras finalizar los programas de los miércoles cantando covers juntos a Miguel Granados y durante la tercera temporada demostró su capacidad para el baile tras finalizar los programas de los viernes improvisando un baile.
En 2015 interpretó a Miranda, el principal personaje antagónico de la Novela Tuitera, una miniserie del canal ESPN de cinco minutos cada capítulo, donde además, el público tenía la opción de elegir el final mediante una encuesta de Twitter. 
Ese mismo año participó en varias oportunidades en la emisora de radio ESPN 1079 en el programa Regenerativo, realizando varias versiones de varios cantantes internacionales, explicando además la vida de estos.
En 2016 publicó su primera canción como solista titulada Mejor amigo, la cual fue presentada en ESPN Redes, también forma parte de La sitcom de Redes. Ese año abandonó la conducción del programa por iniciativa propia ya que tenía otros compromisos actorales. 
Ese año retomó sus clases de actuación con la mítica Norma Angeleri, con la cual realizó el cortometraje Doña Rosita la soltera.
Luego, en 2017 se reencontró artísticamente con Diego Topa interpretando junto a este una canción clásica de Disney, Yo soy tu amigo fiel, para el canal de YouTube de este último, marcando el reencuentro artístico de este dúo ya que desde  2012 que no se encontraban artísticamente. 
Durante ese año, sirvió como jurado invitada en el programa Hoy ganás vos, emitido por Canal 9.
En 2018 retomó la actuación al formar parte de la segunda temporada de la telenovela juvenil O11CE, emitida por la pantalla de Disney XD y Disney Channel, en la telenovela interpreta a Alejandra "Álex" Vidal, la psicóloga del equipo de fútbol. 
Ese mismo año  Seligmann fue convocada por el director Marcos Carnevale para formar parte de la obra de teatro Sin filtro junto a los actores Puma Goity, Carola Reyna y Carlos Santamaría, este sería el regreso a las tablas de Muni tras estar alejada por casi 7 años del teatro. 
Ese mismo año Seligmann volvió a la conducción con el programa C-Mag emitido por KZO.
En 2021 Selimgann publicó su primer sencillo musical, llamado Quiero darte, siendo finalmente su debut como cantante profesional. 
Ese mismo año finalmente lanzó su primer álbum musical solista, titulado Covers en la huerta, donde hace su versión de temas de distintas bandas, como  Foo Fighters y Monsieur Periné, entre otras.
En 2022 retoma el ámbito infantil tras ser invitada a formar parte del show Tu primer concierto, espectáculo en el cual vuelve a compartir esencario con su dupla artística Diego Topa.
Ese mismo año incursiona en el micro teatro al protagonizar junto a Alberto Rojas Apel la obra Amiga se alquila, dirigida por Norma Angeleri

## Filmografía

### Televisión
| Año           | Título                   | Rol                            | Canal                    | Notas                                     |
| ------------- | ------------------------ | ------------------------------ | ------------------------ | ----------------------------------------- |
| 2000          | Chiquititas              | Pilar                          | Telefe                   | Debut actoral                             |
| 2003          | Rebelde Way              | Laura Arregui                  | Canal 9                  | Elenco Principal                          |
| 2004          | Floricienta              | Clara Alcántara                | El Trece                 | Antagonista                               |
| 2005          | Casados con hijos        | Jimena Echagüe                 | Telefe                   | Participación especial                    |
| 2005          | Casados con hijos        | Sabrina                        | Telefe                   | Participación especial                    |
| 2005          | Conflictos en red        | Carla                          | Telefe                   | Ep: "Amigos"                              |
| 2009 - 2011   | Playhouse Disney         | Muni                           | Playhouse Disney         | Animadora                                 |
| 2011 - 2012   | La casa de Disney Junior | Muni                           | Disney Junior            | Animadora                                 |
| 2013 - 2016   | ESPN Redes               | Conductora / Varios personajes | ESPN                     |                                           |
| 2015          | La novela tuitera        | Miranda                        | ESPN                     | Antagonista                               |
| 2018          | C-Mag                    | Conductora                     | KZO                      |                                           |
| 2018          | O11CE                    | Alejandra "Álex" Funes         | Disney XD Disney Channel | Elenco recurrente de la segunda temporada |
| 2024-presente | Soy Muni                 | Muni                           | El trece                 | Animadora infantil                        |

### Teatro
| Año       | Obra                                                  |
| --------- | ----------------------------------------------------- |
| 2000      | Pigmalion                                             |
| 2002      | La Bella y la Bestia                                  |
| 2003      | Rebelde Way                                           |
| 2003-2004 | 04                                                    |
| 2004      | Floricienta                                           |
| 2005      | Mamma Mia!                                            |
| 2006      | Parte de ti, el musical                               |
| 2006-2007 | Tour de los Sueños                                    |
| 2007-2008 | Winnie the pooh                                       |
| 2008-2009 | Disney Live! La magia de Mickey Mouse                 |
| 2010      | Bella                                                 |
| 2010-2011 | La Casa de Disney Junior con Topa y Muni              |
| 2012      | La casa de Disney Junior, Un Gran día con Topa y Muni |
| 2018-2019 | Sin filtro                                            |
| 2022      | Topa, tu primer concierto                             |
| 2022      | Amiga se alquila                                      |

### Cine
| Año  | Película                              | Personaje      | Dirección           | Páis           |
| ---- | ------------------------------------- | -------------- | ------------------- | -------------- |
| 2003 | Imagining Argentina                   | Hija de Guzmán | Christopher Hampton | Estados Unidos |
| 2006 | Behind The Tress                      | Kate           |                     | Estados Unidos |
| 2007 | Left for Dead                         | Michelle Black | Albert Pyun         | Estados Unidos |
| 2008 | Dying God                             | Camila         | Fabrice Lambot      | Estados Unidos |
| 2011 | Hermanitos del fin del mundo          | Pirucha        | Julio Midú          | Argentina      |
| 2016 | Doña Rosita la soltera (cortometraje) | Rosita         | Norma Angelieri     | Argentina      |

### Radio
| Año       | Título          | Rol                     |
| --------- | --------------- | ----------------------- |
| 2018      | Regenerativo    | cantante                |
| 2022-2023 | Antes que nadie | Conductora de reemplazo |

### Videoclips
| Año  | canción           | banda   |
| ---- | ----------------- | ------- |
| 2003 | Tiempo            | Erreway |
| 2003 | Para cosas buenas | Erreway |

## Discografía
| Bandas sonoras | Bandas sonoras                                                   | Bandas sonoras                                       |
| Año            | Canción                                                          | Álbum                                                |
| -------------- | ---------------------------------------------------------------- | ---------------------------------------------------- |
| 2004           | «Pobre los ricos» (Junto a Micaela Vazquez y Florencia Bertotti) | Floricienta y su banda                               |
| 2004           | «Chaval chulito» (con Florencia Bertotti y Micaela Vazquez)      | Floricienta y su banda                               |
| 2004           | «Tic-Tac» (con Florencia Bertotti y Micaela Vazquez)             | Floricienta y su banda                               |
| 2010           | «Receta canción» (con Diego Topa                                 | Lo mejor de Playhouse Disney                         |
| 2010           | «Suban al avión» (con Diego Topa)                                | Lo mejor de Playhouse Disney                         |
| 2010           | «Qué desorden» (con Diego Topa)                                  | Lo mejor de Playhouse Disney                         |
| 2010           | «Primer día de escuela» (con Diego Topa)                         | Lo mejor de Playhouse Disney                         |
| 2010           | «La banda de la rima» (con Diego Topa)                           | Lo mejor de Playhouse Disney                         |
| 2010           | «Receta canción» (con Diego Topa                                 | La casa de Playhouse Disney cantando con Topa y Muni |
| 2010           | «Navegando en el tiempo» (con Diego Topa)                        | La casa de Playhouse Disney cantando con Topa y Muni |
| 2010           | «Juguemos a imitar» (con Diego Topa)                             | La casa de Playhouse Disney cantando con Topa y Muni |
| 2010           | «Canción atrapada» (con Diego Topa)                              | La casa de Playhouse Disney cantando con Topa y Muni |
| 2010           | «Las cuatro estaciones» (con Diego Topa)                         | La casa de Playhouse Disney cantando con Topa y Muni |
| 2010           | «La granja» (con Diego Topa)                                     | La casa de Playhouse Disney cantando con Topa y Muni |
| 2010           | «La rana» (con Diego Topa)                                       | La casa de Playhouse Disney cantando con Topa y Muni |
| 2010           | «Canción del agua» (con Diego Topa)                              | La casa de Playhouse Disney cantando con Topa y Muni |
| 2010           | «En el auto viajo lejos» (con Diego Topa)                        | La casa de Playhouse Disney cantando con Topa y Muni |
| 2010           | «Circo espectacular» (con Diego Topa)                            | La casa de Playhouse Disney cantando con Topa y Muni |
| 2011           | «Hermanitos del fin del mundo» (con Diego Topa                   | Hermanitos del fin del mundo                         |
| 2011           | «Hay algo en ti»                                                 | Hermanitos del fin del mundo                         |
| 2011           | «Que ricos son los frutos»                                       | Hermanitos del fin del mundo                         |
| 2011           | «La canción de los opuestos» (con Diego Topa                     | La casa de Disney junior con Topa y Muni             |
| 2011           | «Bienvenidos» (con Diego Topa)                                   | La casa de Disney junior con Topa y Muni             |
| 2011           | «A las escondidas jugamos» (con Diego Topa)                      | La casa de Disney junior con Topa y Muni             |
| 2011           | «Los 5 sentidos» (con Diego Topa)                                | La casa de Disney junior con Topa y Muni             |
| 2011           | «Con mi cámara voy» (con Diego Topa)                             | La casa de Disney junior con Topa y Muni             |
| 2011           | «Viajar viajar»                                                  | La casa de Disney junior con Topa y Muni             |
| 2011           | «Si se corta la luz» (con Diego Topa)                            | La casa de Disney junior con Topa y Muni             |
| 2011           | «La tormenta pasará» (con Diego Topa)                            | La casa de Disney junior con Topa y Muni             |
| 2011           | «Las 4 estaciones» (con Diego Topa)                              | La casa de Disney junior con Topa y Muni             |
| 2016           | «Mejor Amigo»                                                    | Sencillo sin álbum                                   |
| 2021           | «Quiero darte»                                                   | Sencillo sin álbum'                                  |
| 2021           | «Bailar contigo»                                                 | Covers en la huerta                                  |
| 2021           | «Learn to Fly»                                                   | Covers en la huerta                                  |
| 2021           | «Man down»                                                       | Covers en la huerta                                  |
| 2021           | «Hasta la raíz»                                                  | Covers en la huerta                                  |
| 2021           | «Wouldn't it be nice»                                            | Covers en la huerta                                  |
| 2021           | «Say You'll Be There»                                            | Covers en la huerta                                  |
| 2021           | «Quiero darte, acústico»                                         | Covers en la huerta                                  |

## Premios y nominaciones
| Año  | Premios                | Categoría                         | Obra                                              | Resultado |
| ---- | ---------------------- | --------------------------------- | ------------------------------------------------- | --------- |
| 2005 | Premios ACE            | revelación en musical             | Mamma mia                                         | Nominada  |
| 2010 | Premios Grammy Latinos | Mejor disco infantil              | Lo mejor de Playhouse disney                      | Nominada  |
| 2011 | Disco de oro           |                                   | La casa de disney junior cantando con Topa y Muni | Ganadora  |
| 2011 | Premios Grammy Latinos | Mejor disco infantil              | La casa de disney junior cantando con Topa y Muni | Ganadora  |
| 2012 | Premios Martin Fierro  | Mejor actriz de programa infantil | La casa de Disney Junior                          | Ganadora  |

## Vida personal
Su familia materna es de ascendencia alemana, por eso mantiene un perfecto dominio del idioma.
A lo largo de su carrera ha mantenido distintas relaciones amorosas, durante 2003 estuvo en pareja con el actor Diego Mesaglio, durante 2014 estuvo en pareja con un jugador de fútbol.
Desde 2015 mantiene una relación amorosa con el empresario Nicolás Naymark, con quien se casó por civil el 14 de diciembre de 2016 y el día siguiente ocurrió la unión religiosa. A la boda asistieron distintas figuras, entre ellos empresarios famosos, las actrices Micaela Vázquez y Victoria Maurette, el actor Diego Topa, los periodistas Juan Marconi y Nati Jota, los humoristas Miguel Granados y Gregorio Rossello, la cantante Virginia da Cunha y el tenista Juan Ignacio Chela y el fotógrafo José Levy.
En 2021, fruto de su relación con Nicolas Naymark, nace su primera hija, Carmela Naymark.